# Sekulär buddhism
Sekulär buddhism är en gren inom buddhismen, som skiljer sig från traditionella grenar, såsom exempelvis Theravada och Zen, främst genom att sekulär buddhism ej fäster någon beroende vikt vid påståenden som ej kan bevisas. Sekulär buddhism utgår från sådant som i vår värld kan verifieras.
Sekulär buddhism utesluter inte sådana påståenden, som exempelvis återfödsel, men erkänner att påståendena ej har kunnat säkert bevisas.
Sekulära buddhister följer i allmänhet följande buddhistiska läror (men det skiljer sig från olika sekulära buddhister hur de ställer sig till buddhismens lära i stort):
- De fyra ädla sanningarna
- De tre märkena av existens
- Den ädla åttafaldiga vägen

Etiskt uppförande, mindfulness och meditation ses som viktigt i praktiken.